# نبرد واگرام
نبرد واگرام (۵–۶ ژوئیه ۱۸۰۹ میلادی) یک درگیری نظامی از مجموعه جنگ‌های ناپلئونی بود که با پیروزی پرهزینه اما قاطع ارتش فرانسه و متحدان ناپلئون در برابر ارتش اتریش به فرماندهی آرشیدوک شارل به پایان رسید. این نبرد منجر به فروپاشی ائتلاف پنجم و امضا معاهده وین شد. واگرام بزرگ‌ترین نبرد تاریخ اروپا تا زمان خود بود.